# Redenering
Een redenering is een constructie van argumenten, beweringen, premissen en/of axioma's die tot een conclusie leidt. 
Een redenering is meestal deductief (het toepassen van een algemene regel op een specifieke situatie) of inductief (het afleiden van een algemene regel uit een aantal specifieke situaties). Twee andere vormen van redeneren zijn abductief redeneren (het zoeken van een zo goed mogelijke verklaring voor een aantal feiten) en analoog redeneren (van de ene specifieke situatie naar de andere specifieke situatie gaan en daar een waarschijnlijke conclusie uit trekken).
Een redenering is correct als het aan de voorwaarden 
geldigheid en gezondheid voldoet, anders is het een drogreden.
De vorm van een klassieke deductieve redenering is het syllogisme.
Er zijn verschillende types redeneringen.
- analogieredenering: er worden daarbij specifieke gevallen met elkaar vergeleken.
- generalisering: uit een voorbeeld wordt een algemene uitspraak afgeleid
- causaliteitsredenering: uit een oorzaak wordt een gevolg afgeleid of andersom
- autoriteitsredenering: iets is het geval omdat een autoriteit dat vindt
- eigenschap-oordeel-redenering: een oordeel wordt gerechtvaardigd doordat iets bepaalde kenmerken heeft. Het standpunt is daarbij een oordeel.
- doel-middel-redenering: een middel wordt als gewenst gebracht, omdat het tot een gewenst doel leidt (beter gekend in de uitdrukking "het doel heiligt de middelen")